# 臺灣客家語書寫推薦用字
臺灣客家語書寫推薦用字為中華民國教育部發布的台灣客家語書寫系統的建議用字表，以提供教學及客家語推廣工作者共同使用。

## 簡介
為加強台灣本土語言客家語研究、保存與推廣，中華民國教育部於2008年11月成立了由客家語南北四縣腔、海陸腔、大埔腔、饒平腔、詔安腔之專家學者組成的「客家語書寫推薦用字小組」，研訂客家語書寫推薦用字。第一批推薦用字於2009年9月公布第1批推薦用字，共305字。而第二批推薦用字於2010年8月完成，包括207字和52個虛詞、連綿詞。中華民國教育部也舉辦了幾場公聽會，以聆聽各階層人士對於該推薦用字的意見。

## 選用原則
以下是推薦用字的選用標準：
- 本字
  - 本字之認定：形合；音合；義合。
  - 本字之選用：太過偏僻者得考慮不用； 容易混淆者得考慮不用；本字有後起字、分別字、習用字等情形，應當考慮目前用字習慣或規範；參考其他漢語同源詞之用字情形。
- 堪用字 
  - 堪用字之認定：音同義近；音近義同；音義皆近。
  - 堪用字之選用：依照音同義近、音近義同、音義皆近之順序選用，但必要時可重新討論；古書中有用例者優先；客語各腔調之間有明確對應者，宜選用同一個字；參考其他漢語方言用字情形。
- 俗用字 
  - 堪用字之認定：客語雜字書、山歌書已出現者；民間契約書、手抄本已出現者。
  - 俗用字之選用：確無本字者；無恰當之堪用字者；已經公認採用者。(如吂、佢)
- 借用字 
  - 借音字
  - 借義字
  - 借形字（古有其例：借孩之古文「咳」為咳嗽字；借漯之本字「濕」為乾濕字）
- 其他原則 
  - 選用漢字應作為整體考量，增加周延性。
  - 從詞族考量，避免東支西絀。
  - 考量電腦資訊化，顧及時代性與社會性。
  - 外來語用字另循處理原則。
  - 須有區別性。
  - 須顧及既有的學習經驗。
  - 避免罕用字。
  - 參考各族群指稱同樣事物的用詞，如同源詞。
  - 宜堅持客家固有文化性詞彙。

## 用字舉例
| 推薦用字 | 四縣腔 | 海陸腔 | 大埔腔 | 饒平腔 | 詔安腔 | 國語注音      | 國語用詞 | 構詞用例 | 構詞釋義 | 備註                  |
| -------- | ------ | ------ | ------ | ------ | ------ | ------------- | -------- | -------- | -------- | --------------------- |
| 吾       | ngaˊ   | nga    | nga+   | nga    | nga    | ㄨˊ           | 我的     | 吾爸     | 我的爸爸 | 詔安腔用「𠊎ngaiˋ e」 |
| 𠊎       | ngaiˇ  | ngai   | ngaiˇ  | ngai   | ngaiˋ  | ㄞˊ           | 我       | 𠊎       | 我的     | 海陸腔又音「ngaiˊ」。 |
| 毒       | teu    | teu+   | teuˋ   | teuˊ   | teu    | ㄉㄨˊ         | 毒殺     | 毒老鼠   | 毒殺老鼠 |                       |
| 炆       | vunˇ   | vun    | vunˇ   | vun    | bbunˋ  | ㄨㄣˊ         | 燜煮     | 炆豬菜   | 燜煮豬食 |                       |
| 舐       | seˊ    | sheˋ   | she+   | sheˇ   | seˇ    | ㄕˋ           | 舔       | 舐淨來   | 舔乾淨   |                       |
| 鑊       | vog    | vogˋ   | vogˋ   | vog    | bboo   | ㄏㄨㄛˋ       | 大鍋     | 鑊蓋     | 鍋蓋     |                       |
| 㧡       | kaiˊ   | kaiˋ   | kai+   | kaiˇ   | kainnˇ | ㄏㄞˋ， ㄨㄟˋ | 挑       | 㧡擔     | 挑擔     |                       |

## 外部連結
- 臺灣客家語書寫推薦用字漢字選用原則 （页面存档备份，存于）
- 臺灣客家語書寫推薦用字（第1批） （页面存档备份，存于）
- 臺灣客家語書寫推薦用字（第2批） （页面存档备份，存于）
- 臺灣客家語常用詞辭典